# Michael Chaves
Michael Chaves (nascido em 3 de novembro de 1984) é um cineasta e artista de efeitos visuais norte-americano. Ele é mais conhecido por dirigir os filmes de terror The Curse of La Llorona (2019), The Conjuring: The Devil Made Me Do It (2021), The Nun II (2023) e The Conjuring: Last Rites (2025).

## Carreira
Chaves começou a dirigir vários curtas-metragens, incluindo The Maiden, que ganhou o prêmio de Melhor Super Curta-Metragem de Terror no Shriekfest 2016. Ele também criou a série de televisão Chase Champion e dirigiu todos os episódios.
Ele fez a transição para a produção de longas-metragens com os filmes de terror The Curse of La Llorona, The Conjuring: The Devil Made Me Do It, The Nun II, e The Conjuring: Last Rites, todos produzidos por James Wan. Os três últimos filmes são a sétima, oitava e nona partes do universo The Conjuring, respectivamente. Ele também assinou contrato para dirigir outro filme de terror, The Reckoning, para Michael Bay, Bradley Fuller e Andrew Form, pela Platinum Dunes, com um roteiro escrito por Patrick Melton e Marcus Dunstan.

## Filmografia
Filmes
- The Curse of La Llorona (2019)
- The Conjuring: The Devil Made Me Do It (2021)
- The Nun II (2023)
- The Conjuring: Last Rites (2025)

Videoclipe
| Ano  | Título          | Artista       | Ref.   |
| ---- | --------------- | ------------- | ------ |
| 2019 | "Bury a Friend" | Billie Eilish | [ 11 ] |

Curta-metragem
| Ano  | Título                   | Diretor | Roteirista | Edição | Efeitos especiais |
| ---- | ------------------------ | ------- | ---------- | ------ | ----------------- |
| 2009 | Worst Date Ever          | Sim     | Não        | Sim    | Não               |
| 2010 | Regen                    | Sim     | Sim        | Sim    | Sim               |
| 2014 | Massacre Lake            | Não     | Não        | Não    | Sim               |
| 2014 | Make Note of Every Sound | Sim     | Não        | Não    | Não               |
| 2016 | The Maiden               | Sim     | Sim        | Não    | Não               |

Websérie
| Ano  | Título         | Diretor | Roteirista | Efeitos especiais | Notas        |
| ---- | -------------- | ------- | ---------- | ----------------- | ------------ |
| 2010 | The Guild      | Não     | Não        | Sim               | 2 episódios  |
| 2015 | Chase Champion | Sim     | Sim        | Não               | 11 episódios |